# روخليتس
روخليتس (بالألمانية: Rochlitz) هي بلدة ألمانية و بلدة كبيرة ‏ تقع في ألمانيا في ساكسونيا. يقدر عدد سكانها بـ 6,616 نسمة .

## المدن التوأمة
مدن نتتال و Sokółka هي مدن توأمة لـروشليتس.

## أعلام
- يانا بوده
- أندرياس روديغر
- مارتن كيلر
- ديفيد ستورل
- جورج فروليش